# Wizball
Wizball — компьютерная игра, созданная Джоном Хейром и Крисом Йейтсом (образовавшими компанию Sensible Software) и выпущенная в 1987 году для Commodore 64. В том же году игра была портирована на платформы ZX Spectrun и Amstrad CPC. В 1988 году вышли версии для Amiga и Atari ST. Позднее игра появилась на PC-совместимых компьютерах и компьютере Thomson MO5. Музыку для исходной версии сочинил Мартин Голуэй при участии разработчиков.
В 1992 году появился сиквел игры — Wizkid, который предназначался для Amiga, Atari ST и IBM PC.

## Игровой процесс

Wizball на Commodore 64. В начале уровни окрашены в оттенки серого; шар слева — Кателайт, шар справа — Уизбол

Действие Wizball разворачивается в некогда ярко окрашенных королевствах Wizworld, которые злодей Зарк (англ. Zark) лишил цветов, превратив в скучное и серое место. Вернуть былую красоту должны волшебник Уиз (англ. Wiz) и его кот Нифта (англ. Nifta), которые играют за Уизбола (англ. Wizball) и Кателайта (англ. Catellite).
Wizball представляет собой сайд-скроллер, вдохновленный игрой Gradius (за пределами Японии известна как Nemesis), но предлагающий более динамичный геймплей. На протяжении восьми уровней игрок исследует ландшафт и отстреливает врагов. Однако основной целью игры является поиск капель краски, чтобы вернуть волшебному миру цвет. В начале объекты на карте нарисованы в трёх оттенках серого. Главной целью в каждом уровне-королевстве является поиск красного, синего и зеленого цвета. Между этапами игрок, принявший форму зелёного шара, может перемещаться с помощью порталов. Сначала доступны только первые три уровня, но после завершения каждого из них открывается доступ к следующим. Объектом поиска игрока являются скачущие сферы разного цвета. Они разбиваются на цветные капли, которые нужно собирать. Каждое королевство нужно раскрашивать в особые оттенки цвета, составленные путем сбора определённого количества красных, синих и зелёных капель. На более высоких уровнях сферы с краской начинают сами стрелять, делая достижение цели более сложным. Всего доступно восемь цветов: помимо трёх для раскрашивания ещё пять дают игроку специальные возможности: неуязвимость, дополнительные жизни, вызов помощи, погружение мира во тьму и кот-мутант. Последние два эффекта являются отрицательными, и следует избегать вызывающих их капель.
Уизбол сам не способен собирать капли краски и вначале сильно ограничен в движениях, умея лишь подпрыгивать вверх и вниз с заданной частотой и вращаться с различной скоростью. Этим определяется, как быстро будет двигаться шар после следующего касания земли. Из определённых типов врагов выпадают зелёные пузыри, собирая которые игрок получает жетоны для покупки улучшений, например, повышения управляемости шара или мощности выстрелов. С их помощью также можно призвать помощника — Кателайта. Кателайт, как и Уизбол, представляет собой шар, но меньшего размера, и повсюду следует за Уизболом. Он может перемещаться самостоятельно, но при управлении Кателайтом теряется контроль над Уизболом. Кателайт умеет собирать капли краски, что делает его необходимым для прохождения уровней. Wizball позволяет играть вдвоём, тогда Кателайтом управляет второй игрок.

## Разработка
В интервью 1987 года разработчики игры рассказали, что работа над Wizball началась прежде Parallax, хотя последний вышел раньше. Приоритет был отдан Parallax, поскольку удалось решить проблему асинхронной прокрутки фона, используемой в этой игре. Также для команды было важно показать новые идеи в привычном виде и заявить о себе в игровом мире.
Позднее в интервью журналу Retro Gamer Джон Хейр рассказал, что на создание Wizball его вдохновила игра Nemesis (оригинальное название — Gradius), а также Salamander, а исходной концепцией стало создание героя-шара и способа управления им. Сюжетная линия была придумана потом. Идею раскрашивания уровней подсказало устройство монитора Commodore 64, имевшего кнопку переключения из монохромного режима в цветной. В целом игра создавалась без плана: идеи появлялись, реализовывались и либо оставлялись, либо забывались.
Представление игры издателю Ocean Software, как и в случае других ранних игр компании, состоялось только после реализации всех основных идей: оригинального управления, стрельбы, раскрашивания уровней. Финансово разработка подкреплялась авансом в 8000 фунтов, что стало результатом успеха Parallax, внушившего веру издателя в способности команды, хотя проект выглядел ни на что не похожим.

### Герои
Джон Хейр отдает приоритет в изобретении необычного главного героя Крису Йейтсу, который запрограммировал прыгающий кружок. Сам Хейр добавил кружку лицо — и получился Уизбол (от англ. wizard — «волшебник» и англ. ball — «шар»). Кателайт (от англ. сat — «кот» и англ. satellite — «спутник») был добавлен позднее, прообразом для него послужил кот Йейтса по кличке Нифта, который постоянно бродил поблизости от хозяина.

## Музыка
Музыку к игре сочинил Мартин Голуэй, ранее работавший с Хейром и Йейтсом на Parallax, но в этот раз масштаб работы был больше. Создание саундтрека заняло несколько недель, часть композиций Голуэй написал на основе мелодий, сыгранных ему разработчиками, которые ранее вместе играли в рок-группе и неплохо владели гитарой. Музыка для начальной заставки была написана в двух частях: первую навеяла фантастическая атмосфера игры, вторая словно рассказывала о жизни волшебника, окружённого таинственными колбами и свитками.

## Версии
Оригинальную версию игры Sensible Software разработала для Commodore 64. Для Atari ST и Amiga адаптацию произвёл Питер Джонсон, над версиями для других платформ работали прочие сторонние команды. На Commodore 64 враги появляются по 4 или 5 групп одновременно, но как минимум одна группа включает сферы с краской. Из-за этого игра получилась очень сложной, но позволяла игроку сосредотачиваться только на сферах, если требовалось набрать лишь небольшое количество цвета, чтобы завершить текущую комбинацию. На Amiga и Atari ST на экране присутствовала только одна группа врагов, что делало игру легче, однако приходилось уничтожать их все, чтобы дождаться появления сфер с краской.
В 2007 году, в честь 20-летней годовщины игры, для Windows и MacOS Грэм Горинг подготовил ремейк игры. За основу была взята версия для Commodore 64 версия, в которую добавлена обновленная графика, музыка и звуковые эффекты.

### Сиквел
В 1992 году Sensible Software разработала сиквел игры — Wizkid: The Story of Wizball II, который выпущен компанией Ocean Software. Хотя сюжет сиквела прямо продолжает Wizball, игры лишь частично связаны друг с другом.

## Оценки
| Иноязычные издания | Иноязычные издания | Иноязычные издания | Иноязычные издания | Иноязычные издания |
| Издание            | Оценка             | Оценка             | Оценка             | Оценка             |
| Издание            | Amiga              | Atari ST           | Commodore 64       | ZX Spectrum        |
| ------------------ | ------------------ | ------------------ | ------------------ | ------------------ |
| Commodore User     | 8/10               |                    | 8/10               |                    |
| Crash              |                    |                    |                    | 92 %               |
| CVG                |                    |                    | 36/40              |                    |
| Génération 4       | 79 %               | 68 %               |                    |                    |
| Sinclair User      |                    |                    |                    | 10/10              |
| The Games Machine  | 87 %               |                    |                    |                    |
| Your Sinclair      |                    |                    |                    | 8/10               |
| Zzap!64            |                    |                    | 96 %               |                    |
| Награды            |                    |                    |                    |                    |
| Издание            | Награда            | Награда            | Награда            | Награда            |
| C+VG               | C+VG Hit!          | C+VG Hit!          | C+VG Hit!          | C+VG Hit!          |
| Crash              | Crash Smash        | Crash Smash        | Crash Smash        | Crash Smash        |
| Commodore User     | C.U. Screen Star   | C.U. Screen Star   | C.U. Screen Star   | C.U. Screen Star   |
| Sinclair User      | SU Classic         | SU Classic         | SU Classic         | SU Classic         |
| Zzap!64            | Sizzler            | Sizzler            | Sizzler            | Sizzler            |

Игра была признана одной из лучших оригинальных игр, разработанных для Commodore 64. Отмечалась интересная концепция и мастерское использование возможностей платформы в части графики и звука. Метод управления характеризовался как инновационный, сперва вызывающий затруднения, но после тренировки повышающий играбельность. Читатели Retro Gamer в 2011 году назвали Wizball второй среди лучших игр всех времён для Commodore 64, а в 2004 поставили на 25 место среди всех игр.
В июле 1987 года игра была удостоена премии Sizzler от журнала Zzap!64, обозреватели которого поставили ей рейтинг 96 %, едва не наградив золотой медалью. В ноябре следующего года Wizball тот же журнал назвал игру шутером номер один для Commodore 64, повысив рейтинг до 98 %. Через месяц она была объявлена лучшей игрой всех времён по мнению Zzap!64 — этот момент Джон Хейр назвал одним из самых славных в карьере. В то же время, продажи игры разочаровывали, что списывалось на неудачную маркетинговую стратегию Ocean Software.
В 2002 Zzap!64 посвятил Wizball статью и посредством всеобщего голосования вывел её на второе место среди лучших игр Сommodore 64, добавив комментарий: «Как она упустила золотую медаль в 27- номере — вне нашего разумения». В статье Zzap!64 2005 года, также посвящённой Wizball, редактор журнала Гэри Пенн в очередной раз подтвердил, что эта отличная игра должна была получить «золото». Версии для ZX Spectrum и 16-битных платформ в целом получили благоприятные отзывы. Журнал Sinclair User поставил игре высшую оценку 10, а журнал The Games Machine оценил версии для Amiga и Atari ST в 87 % и 84 % соответственно.
Гэри Уитта, в 1993 году ставший редактором американской версии журнала PC Gamer, одним из главных достоинств Wizball назвал чувство юмора. По его мнению, разработчики отошли от существовавшей практики пытаться придавать продукции зародившейся игровой индустрии сверхсерьёзный вид, и сделали то, что было естественным: добавили в игру смех и веселье. Wizzball он назвал любимым произведением из созданных Sensible Software.
В ретроспективе всей истории платформы Commodore 64 Wizball рассматривается как «шедевр» в жанре shoot 'em up, а саундтрек считается «потрясающим». В игре выделяют оригинальность концепта, который значительно отличается от Parallax, а также кооперативный режим, предоставляющий «хороший вызов» игрокам в их координации и сопутствующее этому «великолепное развлечение».